# Cefalù
Cefalù (italijanska izgovorjava: [tʃefaˈlu]), latinsko Cephaloedium, grško Κεφαλοίδιον), je mesto in občina v italijanskem metropolitanskem mestu Palermo, ki leži ob tirenski obali Sicilije približno 70 km vzhodno od glavnega mesta dežele in 185 km zahodno od Messine. Mesto s nekaj manj kot 14.000 prebivalci je ena glavnih turističnih znamenitosti v regiji. Kljub svoji velikosti vsako leto privabi milijone turistov iz vseh delov Sicilije in tudi iz celotne Italije in Evrope.

## Ime
Sicilsko ime mesta je Cifalù. Poimenovali so ga Grki, ki so ga naselili kot Kephaloídion (Κεφαλοίδιον)  ali Kephaloidís (Κεφαλοιδίς). Ti so bili latinizirani kot Cephaloedium in Cefaloedis. V času arabske vladavine je bil znan kot Gafludi.
Pod kartažansko oblastjo je bilo mesto znano kot Rt Melqart (punsko: RŠ MLQRT), po bogu feničanske mestne države Tir in glavno božanstvo v feničanskem in punskem panteonu.

## Zgodovina
Mesto je po grški ustanovitvi ime dobilo na podlagi položaja na visoki in prepadni skali, ki je tvorila drzni rt (κεφαλή, kephalḗ, 'glava'), ki štrli v morje. Kljub grškemu izvoru imena v delih Tukidida ni nobene omembe, saj izrecno pravi, da je bila Himera edina grška kolonija na tej obali otoka; verjetno je bil Cephaloedium v tem času zgolj trdnjava (φρούριον, phroúrion), ki je pripadala Himercem in so jo po uničenju Himere verjetno naselili begunci. Ime mesta se prvič pojavi v zgodovini v času kartažanske odprave pod Himilcom, 396 pr. n. št., ko je general sklenil pogodbo s Himerci in prebivalci Cephaloediuma. Po porazu kartažanske vojske se je Dionizij I. postavil gospodar Cephaloediuma, ki je bil predan v njegove roke. V kasnejšem obdobju je bil ponovno neodvisen, a očitno v prijateljskih odnosih s Kartažani, zaradi česar ga je Agatokles leta 307 pr. n. št. napadel in zavzel. V prvi punski vojni leta 254 pr. n. št. ga z izdajo in en s silo zasedla rimska flota pod vodstvom Atilija Kalatina in Scipiona Nasice. Cicero govori o njem kot na videz cvetočem mestu, ki uživa polne občinske privilegije; to je bil v njegovem času eden od civites decumanae, ki je rimski državi plačeval desetino koruze v naravi in močno trpel zaradi zatiranja in izsiljevanja Verresa. Kovali so tudi kovance. V zgodovini ga ni nekaj časa ni zaslediti, pozneje pa so ga med mesti na Siciliji opazili geografi Strabon, Plinij starejši in Ptolemaj, kasneje pa njegovo ime še vedno najdemo v načrtih poti. 
Po padcu Zahodnega rimskega cesarstva je mesto ostalo del Bizantinskega (Vzhodnega Rimskega cesarstva) in naselje je bilo sčasoma preseljeno iz ravnice v sedanji vzvod za obrambo, tako kot številna mesta v bizantinski dobi, saj Sredozemlja ni več izključno nadzorovalo cesarstvo ampak je bilo podvrženo arabskim vdorom. Kljub temu staro mestno jedro ni bilo nikoli popolnoma zapuščeno. Leta 858 n. št. so ga po dolgem obleganju osvojili Arabci. Naslednji dve stoletji je bil del  Sicilskega emirata.
Leta 1063 so mesto zajeli Normani. Leta 1131 ga je kralj Rogerij II. Sicilski s skoraj nedostopnega položaja prenesel ob vznožje pečine, kjer je bilo majhno, a odlično pristanišče in začel z gradnjo sedanje stolnice v bizantinskem slogu. Poleg Arabcev so na tem območju še vedno živeli izvirno grško govoreči (danes imenovani bizantinski Grki, ki so jih potem Arabci imenovali Rûm, tj. 'Rimljani'), ti kristjani pa so bili takrat še vedno člani bizantinske (grško pravoslavne) cerkve. Med 13. stoletjem in letom 1451 je bilo mesto pod različnimi fevdalnimi družinami, nato pa je postalo posest škofov Cefalù.
Med Risorgimentom je bil leta 1857 tu ustreljen domoljub Salvatore Spinuzza. Cefalù je leta 1861 postal del Kraljevine Italije.

## Geografija
Mesto leži na severni obali Sicilije ob vznožju Rocca di Cefalù, 270 metrov visoke apnenčaste skale med Palermom in Capo d'Orlando. Razdalja do Palerma na zahodu je 70 km, do Messine na vzhodu 162 km. Vznožje Monti Madonie se razprostira v zaledju južno od mesta.
Cefalù je ob železniški progi Fiumetorto - Messina in ob avtocesti A20. Najbližje križišče Cefalù-Zahod (Cefalù Ovest) je približno 4 km od središča mesta.
Prebivalci živijo predvsem od turizma in storitev. Drugi viri dohodka so kmetijstvo in ribištvo.
Sosednje občine so Castelbuono, Gratteri, Isnello, Lascari in Pollina.

### Okolica
Na mestnem grajskem griču (Rocca di Cefalù) so sledovi prazgodovine in antike. Sem spadajo ostanki Dianinega templja iz 9. stoletja pred našim štetjem, Chiesa di Sant’Anna, bizantinska kapela iz 7. stoletja, cisterna iz arabske dobe in porušen grad iz normanskih in štaufovskih časov.
V okrožju Gibilmanna v Madoniji leži Santuario di Gibilmanna, Marijino romarsko mesto iz 17. in 18. stoletja.
V hlevih zapuščenega samostana je Museo dell'Ordine, v katerem so razstavljene slike, skulpture in oblačila.

## Znamenitosti

### Stolnica
Stolnica, ki so jo začeli graditi leta 1131, v slogu normanske arhitekture, ki bi se natančneje imenovala sicilska romanika. Zunanjost je dobro ohranjena in je v veliki meri okrašena s prepletenimi koničastimi loki; tudi okna so koničasta. Na vsaki strani fasade je masivni stolp s štirimi nadstropji. Omeniti velja okrogloglavi normanski portal. V vzhodni končni steni je postavljena polkrožna apsida. Njene okrepitve, ki delujejo kot oporniki, so oblikovane kot parni stebri. V koru in desnem transeptu je viden obok, preostali del cerkve pa ima lesen strop. Ob njej stoji lep križni hodnik.
Notranjost stolnice je bila obnovljena leta 1559, čeprav so še vedno vidni koničasti oboki ladje, ki jih nosijo starodavni granitni stebri; edini ohranjeni mozaiki so v apsidi in zadnji obočni poli kora; so izjemni primerki bizantinske umetnosti tistega obdobja (1148) in čeprav so bili obnovljeni v letih 1859–62, so zaradi tega trpeli veliko manj kot tisti v Palermu in Monrealu. Posebej velja izpostaviti lik Pantokratorja, ki krasi apsido.
Stolnica je ena od devetih struktur, ki sestavljajo Unescov seznam svetovne dediščine z naslovom Arabsko-normanski Palermo ter stolnici v Cefalùju in Monrealu.

### Druge cerkve
- Santa Maria dell'Odigitria, ki se v javnosti imenuje zgolj Itria, kar pomeni, da je v italijanščini skrajšanje grške Hodegetrija, ene od standardnih ikonografskih upodobitev Device Marije. Verjetno zgrajena nad že obstoječo bizantinsko cerkvijo z istim imenom, je sedanja stavba iz 16. stoletja. Do leta 1961 je bila sestavljena iz dveh različnih verskih zgradb, druga je bila kapela, posvečena nadangelu sv. Mihaelu; obe sta bila last bratovščine sv. Marije Odigitrijske.
- Santa Oliva (1787). Ima portal iz tufa.
- San Sebastiano (verjetno 1523). Je enoladijska z dvema nišama s freskami na vsaki strani.
- Sant'Andrea.
- San Leonardo, omenjena od leta 1159 in do obnove leta 1558 posvečena sv. Juriju. Prvotni portal, ki je zdaj zaprt za steno, ima rastlinske okraske, podobne stolničnim.
- Samostan sv. Katarine.

### Ostalo
Na vrhu skale so še vedno vidni nekateri ostanki starodavnega mesta; vendar narava najdišča dokazuje, da nikoli ni moglo biti več kot majhno mesto in je svoj pomen verjetno dolgovalo le skorajda nepremagljivemu položaju. Fazello govori o ostankih zidov, ki so še obstajali v njegovem času, pa tudi o dorskem templju, katerega temelji so vidni šele zdaj. Toda najbolj nenavaden spomenik, ki je še ostal od starodavnega mesta, je zgradba, sestavljena iz različnih stanovanj, ki ima videz palače ali domačega prebivališča, vendar v celoti zgrajena iz velikih nepravilnih blokov apnenca, v slogu, ki se običajno imenuje poligonalni ali kiklopski. Na površini masivnih blokov so izsekane letve, ki so podobne tistim iz dorskega reda. Vrata so iz fino rezanega kamna in grškega tipa, datacija pa, čeprav negotova, zaradi skrbnega spajanja blokov ne more biti zelo zgodnja. Ta stavba, ki je skoraj edinstvena te vrste, je še bolj imenitna, saj je edini primer tega zidanega sloga, tako pogostega v osrednji Italiji, ki se pojavlja na otoku Sicilija. V celoti ga opisuje in predstavlja dr. Nott v Annali dell'Instituto di Corrispondenza Archeologica, 1831 (zvezek III. Str. 270–87).
Na vrhu rta so obsežni ostanki saracenskega gradu. Utrdbe mesta so se nekdaj širile do obale, na strani, kjer je danes moderno mesto, v obliki dveh dolgih zidov, ki sta ščitila pristanišče, na sodobni Porti Garibaldi na jugu pa ostajajo zidovi iz masivnih pravokotnih kamnitih blokov.
Druge znamenitosti so še:
- Semenišče in škofovska palača.
- Palazzo Atenasio Martino (15. stoletje). Na dvorišču so freske iz 16. stoletja.
- Palazzo Maria (13. stoletje). Še vedno sta vidna srednjeveški portal in modro okno z rastlinskimi okraski v katalonskem slogu.
- Palazzo Piraino (16. stoletje).
- Osterio Magno. Po tradiciji jo je zgradil Rogerij II. kot svoj dvorec, verjetno pa izvira iz 14. stoletja. Videti so sledi srednjeveškega stolpa in okrasja. Izkopavanja v notranjosti so pokazala prisotnost starodavnih zgradb in keramike.
- Stare rimske terme.
- Ostanki opatije Thelema [14], ki jo je okultist Aleister Crowley leta 1920 ustanovil kot čarobno komuno, preden mu je vlada Benita Mussolinija leta 1923 ukazala, da jo zapusti. Opatija je zdaj v slabem stanju.

Nedaleč od mesta je svetišče Gibilmanna in observatorij Gibilmanna.
- Museo Mandralisca [15] pomembna regionalna zbirka umetnosti in arheologije od starogrške in arabske keramike preko kiparstva in slikarstva (Antonello da Messina: Portret moža) do pohištva, porcelana in numizmatike, bogata knjižnica.

## V popularni kulturi
V Zajtrk pri Tiffanyju, romanu  Trumana Capoteja, lik Salvatore 'Sally' Tomato ('zloglasni mafijski vodja') se je domnevalo, da se je rodil v Cefaluju. 

## Pobratena mesta
- Wood Dale, Illinois, ZDA